# NGC 3436
NGC 3436 (również PGC 32633) – galaktyka spiralna (Sab), znajdująca się w gwiazdozbiorze Lwa. Odkrył ją David Todd 30 listopada 1877 roku. Baza SIMBAD błędnie identyfikuje obiekt NGC 3436 jako galaktykę PGC 31905 (LEDA 31905).